# Parc Nacional d'Ängsö
El Parc Nacional d'Ängsö (en suec: Ängsö nationalpark, suec: Ängsö nationalpark) és un espai protegit de Suècia amb l'estatus de parc nacional des de l'any 1909. Va ser ampliat l'any 1988. Es troba suec: Ängsö nationalpark en un skärgård (escull) d'Estocolm, entre Norrtälje (la localitat més propera) i la ciutat d'Estocolm. El parc és accessible només per via marítima. Posseeix una superfície de 168 hectàrees.